# Gropeni
Gropeni est une commune roumaine située dans le județ de Brăila.